# コミノ島

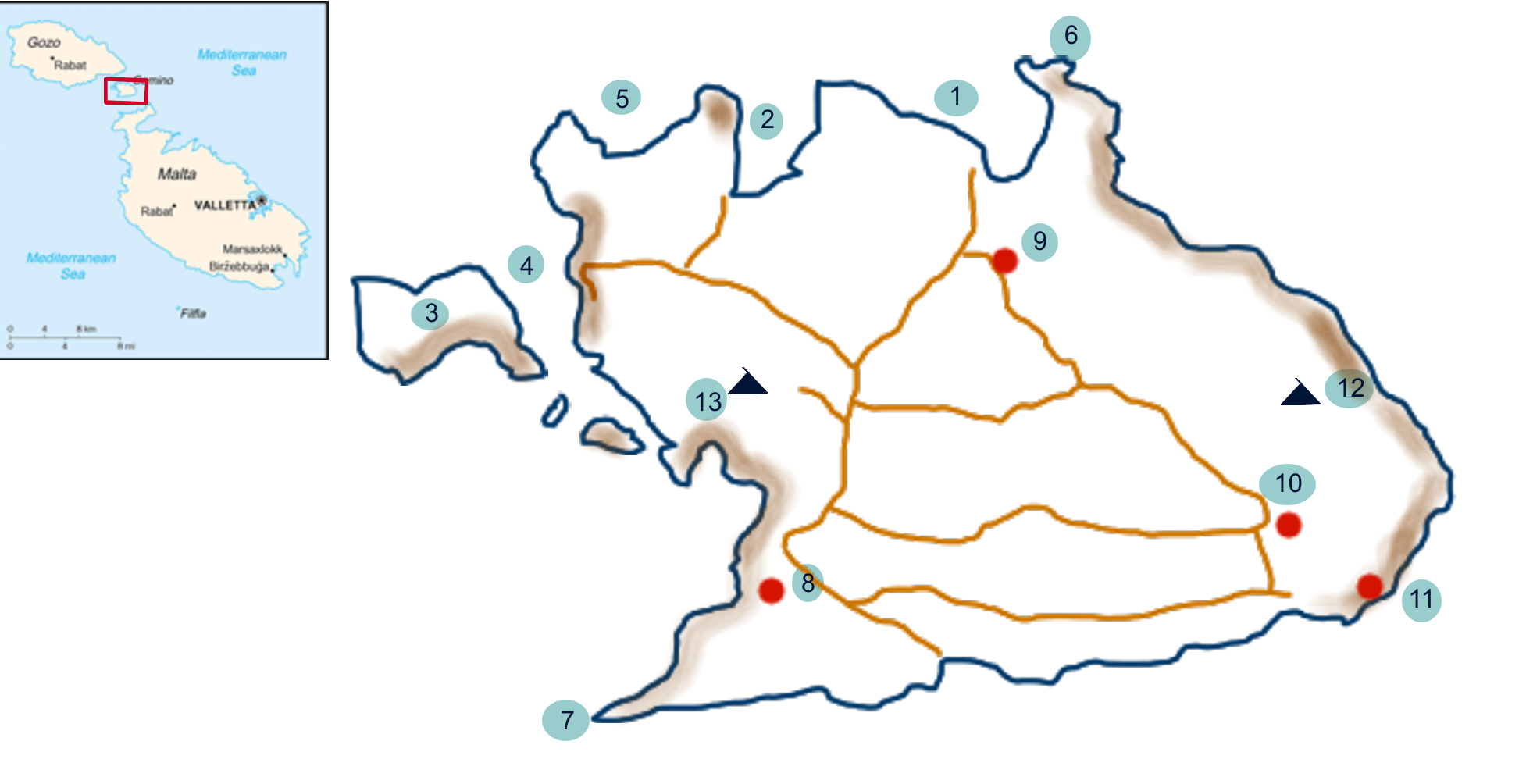
コミノ島の位置

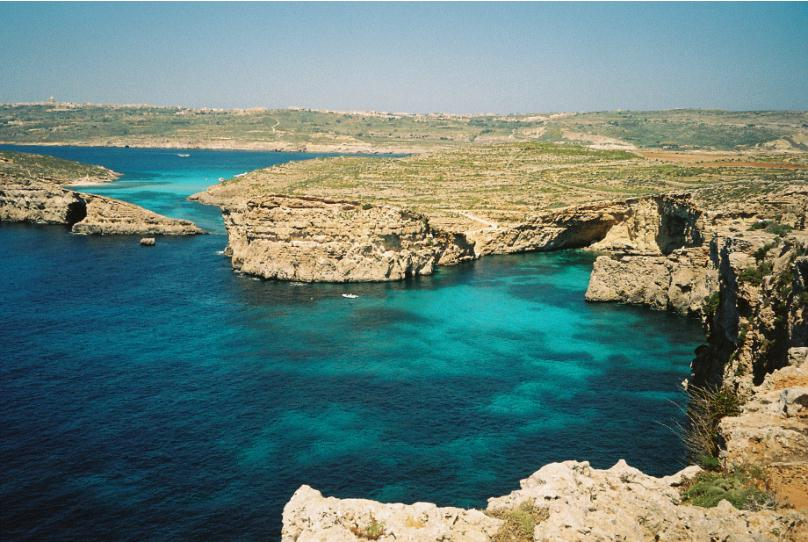
コミノのブルー・ラグーン

コミノ島（コミノとう、Comino、マルタ語: Kemmuna）は、マルタの島。ゴゾ島とマルタ島の間にある、面積3.5平方キロメートルの小さな島である。島の名前はかつて島に自生していたクミンにちなんで名付けられた。静かな島で、他の島から隔離された状態で知られる。定住人口はわずか4人しかいない。夏期になって観光客と観光業に従事する人の人口が増えると、公共サービスに従事するためゴゾ島から司祭1人と警察官1人が代用員としてやってくる。現在、コミノは野鳥と自然の保護区となっている。行政上、ゴゾ島南東部の自治体Għajnsielemの一部となっている。　

## 歴史
ローマ時代、コミノには農夫が住んでいることが知られていた。しかし、これまでの歴史で長い期間、島の人口は希薄であるか、ほとんど見捨てられていた。
島の岩だらけの海岸線は、険しい石灰岩の断崖によって特徴づけられる。中世の海賊と略奪者が好んだ深い洞窟が点在する。コミノの洞窟と入り江はしばしば、マルタ島とゴゾ島の間を往復するボートが不運なことに襲撃された際、海賊の足がかりとなる場所として使われていた。後年、マルタ騎士団はこの島を狩猟と余暇を過ごす場所として使用した。騎士団は野生のイノシシとウサギ（fenek tal-grixti）を獲物としていた。密猟者たちが捕まって有罪となると、彼らはガレー船の奴隷として3年の刑を受けた。
16世紀と17世紀、コミノは刑務所の場所や、規律を乱した騎士たちの流刑地とされた。量刑の軽い騎士は時には、禁固刑の判決と、聖マリア塔に配置される危険な職務を宣告された。

## 聖マリア塔
聖マリア塔は、島で最も目に付く建造物である。1416年に遡る背景を持っており、当時マルタ人らがアラゴン王アルフォンソ5世に、敵の侵攻を早くに予告するため使う塔の建設を請願したのだった。略奪を重ねるトルコ人、海賊、密輸業者、イスラーム海賊らがコミノ島を隠れ家や、マルタ島とゴゾ島への恐ろしい出撃の足がかりにするのを防ぐ目的があった。2年後、王は塔の建設計画のために資金を集めるべく輸入ワインに特別税を課した。しかし、王の金庫に入る金は他へ転用されてしまった。島はその後200年間、無防備なままでおかれたのだった。
最終的に1618年になって、総長アロフ・ド・ウィニャクール時代のマルタ騎士団が聖マリア塔（マルタ語でit-Torri ta' Santa Marija）を、おおよそ島南岸の中央部に建てた。塔は、ウィニャクール塔、ラスカリス塔、ド・ルダン塔（建てられた当時の総長の名前が付けられた）らマルタ諸島沿岸部一連の防御塔の一つとして形成されている。マルタ諸島の海岸線沿いの有利な位置にあり、マルタ島とゴゾ島間の通信を大いに改善した。塔は巨大で、4つの角には動楼のある四角い建物で、海面からおよそ80メートルの場所にある。塔本体の高さはおよそ12メートル、大体6メートルの厚さの壁で覆われている。およそ8メートルの高さの台座と高台の上に建っている。
1798年から1800年にかけてフランスに海上封鎖された間、聖マリア塔はスパイ容疑の囚人を収容する場所に使われていた。1829年、新たなマルタの支配者イギリスはこの塔を使用せず放置した。数十年の間、軍人でない地元有力者らの資産とみなされていた。その間には隔離病院として使われたり、家畜の冬季用檻にすら使われていたのだった。第一次世界大戦と第二次世界大戦には、再び塔が元の目的で使われることになった。1982年、塔はマルタ軍の所有となった。現在は、密輸品に対する監視のための足場、海上での渡り鳥の密猟を監視する監視所となっている。
聖マリア塔は、2002年から2004年の間広範囲に渡る修繕が施された。今日、コミノで最も名の知られた建物として残り、島内を散策する観光客の目的地となっている。

## その他建築物
小さなカトリックの礼拝堂は、聖マリア湾奥にあり、『エジプトから帰還した聖家族』に献堂されている。
1618年に建てられ、1667年と1716年に増築された。元来は童貞の聖母マリアへのお告げへ捧げられていた。コミノに定住者がいなくなった時代、礼拝堂の長い歴史の中で少なくとも1度は冒涜され、再び聖別された。この場所での礼拝堂の最古の記録は12世紀に遡り、この時代の航海地図（グリニッジの国立海事博物館とグリニッジ天文台所蔵）に見ることができる。住民、ホテル従業員、観光客が出席して、土曜の夜と日曜の朝に礼拝堂内でミサが開かれる。 
聖マリア砲台は1716年に南コミノ海峡へ向けて建てられた。同じ時代に多種の砲台がマルタ島の海岸線沿いに建てられている。海に面した銃眼のある半円の構造をしている。砲弾にはいまだ2つの24ポンドの鉄製大砲が設置されている。隔離された位置にあるために保存状態が非常に良いまま残されている。砲台の装備には、元々あった4つの6ポンドの重さがある鉄製大砲がある。砲台は1996年に修繕された。聖マリア要塞も1716年にコミノ北岸に建設された、付属する防御施設である。しかしあとで荒廃してしまった。騎士団はコミノ島に軍の兵舎も建設していた。20世紀初頭に、兵舎は定期的に隔離病院として使用されていた。
2つのプライヴェート・ビーチを備えるコミノ・ホテルは1960年代に成長した。聖ニクラウ湾奥にある。休暇用バンガロー風別荘もある。また、休暇用バンガローと礼拝堂の間には警察署がある。
その他コミノの商業事業として養豚場が、島の南東の端という他から離れた場所にかつてあった。マルタでブタに口蹄疫の流行が起こったため、閉鎖されてしまった。

## 観光と映画産業
コミノと、属島のコミノット島の間に広がる海は、透き通ったシアン色の海水からブルー・ラグーン（マルタ語：Bejn il-Kmiemen、コミノの島の間）と呼ばれている。大勢の観光客や観光船が毎日訪れる。ブルー・ラグーンは絵のような美しい湾で、光り輝くような白い砂質を持ち、ダイビングやスノーケリング、海水浴で人気がある。  
コミノは映画撮影のロケ地としても知られる。『トロイ』、『モンテ・クリスト伯』、『スウェプト・アウェイ』が撮影された。『モンテクリスト伯』では、聖マリア塔が物語の中で牢獄として登場するシャトー・ディフに似せられている。

## 参照
1. ↑  Malta Tourism Authority, "Comino"
2. ↑  R. Pullicino, "Comino"
3. ↑  Christian Formosa, "St. Mary's Tower," in A Military History of Malta.
4. ↑  Għajnsielem Local Council, "Places of Interest"
5. 1 2  Din l-Art Ħelwa, "Santa Marija Tower in Comino"
6. ↑  Ministry for Gozo, "il-Gżira ta' Kemmuna"
7. ↑  Christian Formosa, "Map of Comino" in A Military History of Malta.
8. ↑  Joseph Camilleri, l-Istorja tan-Nursing f'Malta, translated into English and edited by Catherine Sharples.  Online at the Ministry of Health website.